# Phrom Khiri (huyện)
Phrom Khiri (tiếng Thái: พรหมคีรี) là một huyện (amphoe) của tỉnh Nakhon Si Thammarat, miền nam Thái Lan.

## Lịch sử
Ngày 26 tháng 8 năm 1974, tiểu huyện (King Amphoe) Phrom Khiri đã được lập từ 3 tambon Phrom Lok, Ban Ko và In Khiri tách ra từ huyện Mueang Nakhon Si Thammarat. Ngày 13 tháng 7 năm 1981 đơn vị này đã được nâng cấp thành huyện.

## Địa lý
Các huyện giáp ranh (từ phía bắc theo chiều kim đồng hồ) là Nopphitam, Tha Sala, Mueang Nakhon Si Thammarat, Lan Saka và Phipun.

## Hành chính
Huyện này được chia thành 5 phó huyện (tambon), các đơn vị này lại được chia ra thành 39 làng (muban). Có hai thị trấn (thesaban tambon) - Phrom Lok nằm trên một phần của tambon Phrom Lok và Ban Ko, và phầnThon Hong của tambon cùng tên. Mỗi tambon có khu vực phi thành thị quản lý bởi một Tổ chức hành chính tambon.
| \| STT \| Tên \| Tên tiếng Thái \| Số làng \| Dân số \| \| \| 1. \| Phrommalok \| พรหมโลก \| 8 \| 8.697 \| \| \| 2. \| Ban Ko \| บ้านเกาะ \| 7 \| 4.856 \| \| \| 3. \| In Khiri \| อินคีรี \| 7 \| 5.579 \| \| \| 4. \| Thon Hong \| ทอนหงส์ \| 9 \| 10.977 \| \| \| 5. \| Na Riang \| นาเรียง \| 8 \| 5.506 \| \| | Map of Tambon |                |         |        |  |
| STT | Tên           | Tên tiếng Thái | Số làng | Dân số |  |
| 1. | Phrommalok    | พรหมโลก        | 8       | 8.697  |  |
| 2. | Ban Ko        | บ้านเกาะ        | 7       | 4.856  |  |
| 3. | In Khiri      | อินคีรี           | 7       | 5.579  |  |
| 4. | Thon Hong     | ทอนหงส์         | 9       | 10.977 |  |
| 5. | Na Riang      | นาเรียง         | 8       | 5.506  |  |